# Lanî, Halîci
Lanî (în ucraineană Лани) este o comună în raionul Halîci, regiunea Ivano-Frankivsk, Ucraina, formată numai din satul de reședință.

## Demografie
Componența lingvistică a comunei Lanî
     Ucraineană (99,69%)
     Alte limbi (0,31%)
Conform recensământului din 2001, majoritatea populației comunei Lanî era vorbitoare de ucraineană (99,69%), existând în minoritate și vorbitori de alte limbi.